# Вовчанська міська рада
Вовча́нська міська́ ра́да — орган місцевого самоврядування в Чугуївському районі Харківської області. Обирається жителями громади на основі загального, рівного і прямого виборчого права шляхом таємного голосування. Рада є юридичною особою публічного права і має повноваження вирішувати питання місцевого значення відповідно до Конституції і законів України та статуту територіальної громади.

## Загальні відомості
Вовчанська міська рада — орган місцевого самоврядування, що здійснює представницьку владу на території Вовчанської міської територіальної громади Чугуївського району Харківської області. Є правонаступницею Вовчанської міської ради народних депутатів, що функціонувала в радянський період та у незалежній Україні до 1997 року, а також районної ради (до 2020 року). Міська рада після утворення територіальних громад набула повноважень органу місцевого самоврядування для всієї громади, до якої, крім міста Вовчанська, увійшли також навколишні села і селища.
Вовчанська міська рада складається з 26 депутатів, що обираються жителями громади строком на 5 років. Очолює раду міський голова, який обирається прямим голосуванням.
Рада діє в межах повноважень, визначених Конституцією України, Законом України «Про місцеве самоврядування в Україні» та іншими нормативно-правовими актами. Основні функції ради включають:
- затвердження місцевого бюджету;
- прийняття програм соціально-економічного розвитку громади;
- вирішення питань місцевого значення;
- контроль за діяльністю виконавчих органів ради.

Адміністративна будівля розташована в місті Вовчанську за адресою: вул. Соборна, буд. 73.

## Населені пункти
Вовчанській міській раді підпорядковані:
- місто Вовчанськ;
- селища (Білий Колодязь і Вільча);
- села: Байрак, Бакшеївка, Бережне, Благодатне, Бочкове, Бугаївка, Бугруватка, Бударки, Бузове, Варварівка (старостинський округ № 4), Варварівка (старостинський округ № 9), Василівка, Верхній Салтів, Верхня Писарівка, Вірівка, Вовчанські Хутори, Волохівка, Волохівське, Ганнопілля, Гарбузівка, Гатище, Графське, Дегтярне, Замулівка, Захарівка, Земляний Яр, Землянки, Зибине, Іванівка, Ізбицьке, Караїчне, Котівка, Красний Яр, Кругле, Лиман, Лозова, Лосівка, Лошакове, Лукашове, Мала Вовча, Миколаївка, Нестерне, Новоолександрівка, Огірцеве, Охрімівка, Петропавлівка, Пільна, Піщане, Плетенівка, Покаляне, Приліпка, Рибалкине, Різникове, Рубіжне, Сердобине, Симинівка, Синельникове, Сосновий Бір, Стариця, Тихе, Українка, Українське, Хижнякове, Хрипуни, Цегельне, Чайківка, Черняків, Шабельне, Шевченкове, Шевченкове Перше, Шестерівка і Юрченкове.

## Склад ради

### Міський голова
За результатами місцевих виборів 25 жовтня 2020 року найбільшу кількість голосів набрав Анатолій Степанець (від нині забороненої ОПЗЖ), за нього проголосували 31.7% виборців (3283 голосів).

### Виконавчий комітет
Склад Виконавчого комітету станом на 23 лютого 2022 року:
- Степанець Анатолій Вікторович — Вовчанський міський голова;
- Топоркова Ольга Анатоліївна — секретар Вовчанської міської ради;
- Камінська Ольга Василівна — перший заступник Вовчанського міського голови;
- П'явка Ірина Володимирівна — заступник Вовчанського міського голови;
- Дудка Людмила Іванівна — завідувач справами (секретар) виконавчого комітету Вовчанської міської ради;
- Морозова Наталя Іванівна — староста Старицького старостинського округу (села Стариця, Ізбицьке, Бугруватка, Приліпка, Гатище, Огірцеве);
- Чатченко Лідія Василівна — староста Рубіженського старостинського округу (села Рубіжне, Байрак, Варварівка, Верхній Салтів, Замулівка, Українка);
- Никоненко Віра Іванівна — староста Вовчансько-Хутірського старостинського округу (села Вовчанські Хутори, Зибине, Покаляне, Тихе);
- Чугун Інна Олексіївна — староста Волохівського старостинського округу (села Волохівка, Бочкове, Караїчне, Охрімівка, Мала Вовча, Рибалкине, Чайківка);
- Гринько Тетяна Олексіївна — староста Варварівський старостинський округу (села Варварівка, Миколаївка, Хрипуни, Нестерне, Дегтярне, Кругле, Піщане, Шабельне, Землянки, Бударки, Різникове, Бузове, Красний Яр, Лошакове, Лукашове, Хижнякове, Черняків, Сердобине);
- Барилко Надія Володимирівна — староста Іванівського старостинського округу (села Іванівка, Благодатне, Василівка, Захарівка);
- Здор Галина Григорівна — староста Новоолександрівського старостинського округу (села Бакшеївка, Нова Олександрівка, Вірівка, Лозова);
- Чайка Наталя Володимирівна — староста Білоколодязького старостинського округу (селище Білий Колодязь та села Волохівське, Земляний Яр, Ганнопілля, Петропавлівка, Гарбузівка);
- Чорнобай Володимир Іванович — староста Юрченківського старостинського округу (села Юрченкове, Шевченкове, Котівка, Бережне, Пільна, Українське);
- Березовська Неля Володимирівна — староста Бугаївського старостинського округу (села Бугаївка, Сосновий Бір, Шевченкове Перше, Лосівка);
- Голов'ятинська Ольга Олександрівна — староста Симинівського старостинського округу (села Симинівка, Верхня Писарівка, Лиман, Графське, Синельникове, Цегельне, Шестерівка);
- Лірський Микола Іванович — староста Вільчанського старостинського округу (селище Вільча);
- Фадєєва Євгенія Юхимівна — завідувач Вовчанської міжрайонної філії ДУ ХОЛЦ МОЗ України;
- Воронков Микола Анатолійович — начальник Вовчанського РВ ГУ ДСНС України в Харківській області;
- Ковальов Олег Анатолійович — керівник Вовчанського РЕС АТ «Харківобленерго»;
- Нежута Євген Іванович — голова ГО ветеранів АТО та патріотичних громадян Вовчанщини;
- Кулінічев Олександр Олексійович — голова СФГ «Калина»;
- Крушедольський Костянтин Миколайович — начальник відділу управління персоналом ПрАТ «Вовчанський агрегатний завод»;
- Шавиря Олександр Іванович — керівник ТОВ «Ринок»;
- Сергієнко Андрій Олександрович — старший майстер ПрАТ «Вовчанський ОЕЗ»;
- Живиця Георгій Олегович — физична особа – підприємець;
- Бондаренко Вікторія Володимирівна — завідувач поліклініки КНП «Вовчанська ЦРЛ».

Структура Виконавчого комітету Вовчанської міської ради:
- Вовчанський міський голова
- Секретар Вовчанської міської ради
- Перший заступник Вовчанського міського голови
- Заступники Вовчанського міського голови з питань діяльності виконавчих органів міської ради
- Завідувач справами (секретар) виконавчого комітету Вовчанської міської ради
- Апарат виконавчого комітету Вовчанської міської ради:
  - Організаційний відділ
  - Загальний відділ
  - Фінансовий відділ
  - Центр надання адміністративних послуг
  - Сектор молоді та спорту
  - Сектор внутрішнього аудиту
  - Відділ бухгалтерського обліку та звітності
  - Відділ Державного архітектурно-будівельного контролю
  - Відділ державної реєстрації
  - Відділ економічного розвитку та інвестицій
  - Відділ житлово-комунального господарства та цивільного захисту
  - Відділ культури і туризму
  - Відділ освіти
  - Відділ правового забезпечення та протидії корупції
  - Відділ реєстру територіальної громади
  - Відділ соціального захисту населення
    - Центр надання соціальних послуг

  - Служба у справах дітей
  - Управління старостинськими округами
  - Управління містобудування, архітектури, земельних ресурсів та екології
    - Сектор містобудування, архітектури та будівництва
    - Відділ земельних ресурсів
    - Відділ екології та охорони навколишнього середовища

Комунальні підприємства:
- КП "Вовчанськ"
- КП "Вовчанське БТІ"
- КП "Вовчанське підприємство теплових мереж"
- КП "Вовчанський відділ благоустрою міста"
- КП "Вовчанські очисні споруди"

### Депутати
| № з/п | Ім'я               | Посада                                                                       | Округ | Партія                         |
| 1     | Гребньов О. В.     | головний директор ТОВ «Районна газета "Хлібороб"»                            | села Бугаївка, Сосновий Бір, Шевченкове Перше, Лосівка | Слуга народу                   |
| 2     | Григорян З. С.     | підприємець                                                                  | м. Вовчанськ: вул. Будівників, вул. Гагаріна, вул. Героїв Чорнобиля, вул. Гоголя, вул. Духовна, вул. Ігнатьєва (непарна сторона), вул. Набережна, вул. Привокзальна, вул. Стадіонна, вул. Торгова, вул. Шевченка, пров. Менделеєва, пров. Івана Піддубного, пров. Слобожанський, пров. Харківський | Слуга народу                   |
| 3     | Трунов О. О.       | підприємець                                                                  | м. Вовчанськ: вул. Тараса Бульби, вул. Верхня 13 к.А, вул. Вільхова, вул.Ігнатьєва (парна сторона), вул. князя Ігора, вул. Карпатська, вул. Київська, вул. Кисляківська, вул. Конституції, вул. Лесі Українки, вул. Мирошніченко, вул. Ярослава Мудрого, вул. Надії Волкової, вул. Обозна, вул. Озерна, вул. Олександра Матросова, вул. Сєрова, вул. Фабрична, вул. Черкаська, пров. Вишневий, пров. Героїв Чорнобиля, пров. Кисляківський, пров. Лісовий, пров. Успенський, пров. Черкаський, пров. Черняховського | Слуга народу                   |
| 4     | Радюк Р. О.        | старший начальник зміни ПрАТ «Вовчанський ОЕЗ»                               | села Верхній Салтів, Замулівка, Українка, Рубіжне, Байрак, Варварівка | Слуга народу                   |
| 5     | Батинський А. В.   | Директор КУ «Редакція Вовчанського районного радіомовлення»                  | селище Білий Колодязь, села Волохівське, Петропавлівка, Ганнопілля, Гарбузівка | Блок Світличної «Разом!»       |
| 6     | Марченко С. О.     | керівник СФГ «Калина»                                                        | селище Білий Колодязь, села Волохівське, Петропавлівка, Ганнопілля, Гарбузівка | ОПЗЖ                           |
| 7     | Топорков О. М.     | заступник директора ПрАТ «Вовчанський агрегатний завод»                      | села Миколаївка, Варварівка, Хрипуни, Землянки, Бударки, Нестерне, Дегтярне, Кругле, Піщане, Шабельне, Різникове, Бузове, Красний Яр, Лошакове, Лукашове, Сердобине, Черняків | Блок Світличної – Разом        |
| 8     | Козявіна С. О.     | підприємець                                                                  | села Миколаївка, Варварівка, Хрипуни, Землянки, Бударки, Нестерне, Дегтярне, Кругле, Піщане, Шабельне, Різникове, Бузове, Красний Яр, Лошакове, Лукашове, Сердобине, Черняків | Блок Світличної – Разом        |
| 9     | Головнін В. В.     | самозайнята особа                                                            | села Нова Олександрівка, Бакшеївка, Вірівка, Лозове | Блок Світличної – Разом        |
| 10    | Євтушенко Є. В.    | мануальний терапевт медичного центру «Світ здоров’я»                         | м. Вовчанськ: кв. Сонячний, вул. Колокольцова, вул. Короленка, вул. Пушкіна; вул. Соборна, буд. 1-94, 102, 104, 108, 112- 112к.А, 114, 116; пров. Гоголя, пров. Шишкінський | Блок Кернеса — Успішний Харків |
| 11    | Кириченко С. Я.    | директор КП «Вовчанські очисні споруди»                                      | м. Вовчанськ: вул. Герцена, вул. Зелена, вул. Миру, вул. Польова (непарна сторона), вул. Свободи; Рубіжанське шосе, Пролетарське поле | Блок Кернеса – Успішний Харків |
| 12    | Кучеренко О. Ю.    | тимчасово не працює                                                          | с. Симинівка, с. Графське, с. Лиман, с. Синельникове, с. Цегельне, с. Верхня Писарівка, с. Шестерівка | Блок Кернеса – Успішний Харків |
| 13    | Федутенко В. В.    | Директор КУ «Вовчанська ДЮСШ»                                                | м. Вовчанськ: вул. Авіаційна, вул. Бекетова, вул. Леоніда Бикова, вул. Гатищенська, вул. Дружби, вул.Затишна, вул. Мільйонна, вул. Новоселівська, вул. Олеся Досвітнього, вул. Княгині Ольги, вул.Орлова, вул. Слобожанська, вул. Соснова, вул. Чехова, вул. 1 Травня, пров. Кузнечний, пров. Станичний | Блок Кернеса – Успішний Харків |
| 14    | Бондаренко О. Б.   | Директор Вовчанської районної філії Харківського обласного центру зайнятості | с. Симинівка, с. Графське, с. Лиман, с. Синельникове, с. Цегельне, с. Верхня Писарівка, с. Шестерівка | Слуга народу                   |
| 15    | Максютін Д. В.     | підприємець                                                                  | м. Вовчанськ: вул.Амосова, вул. Благовіщенська, вул. Герлегівська, вул. Городищенська, вул.Горького, вул. Запорозської Січі, вул. Зарічна, вул. Зернова, вул. Коцюбинського, вул. Лермонтова, вул. Металіста, вул. Перемоги, вул. Поліни Осипенко, вул. Старочудного, вул. Степова, вул. Східна, вул. Хлібороба, вул. Шкільна, вул. 8 Березня, пров. Лермонтова, пров. Поліни Осипенко, пров. Садовий, пров. Старочудного, пров. Хлібороба, пров. Шкільний, пров. 8 Березня село Плетенівка                         | Акцент                         |
| 16    | Шевченко О. О.     | підприємець                                                                  | селище Білий Колодязь, села Волохівське, Петропавлівка, Ганнопілля, Гарбузівка | Акцент                         |
| 17    | Калашніков Ю. М.   | керівник ПП «АВАНГАРД-К»                                                     | села Стариця, Ізбицьке, Гатище, Бугруватка, Огірцеве, Приліпка | ОПЗЖ                           |
| 18    | Мірошніченко Д. В. | директор ПП «Агрофірма "Фаворит"»                                            | села Охримівка, Чайківка, Мала Вовча, Рибалкине, Волохівка, Бочкове, Караїчне | ОПЗЖ                           |
| 19    | Романцов Я. І.     | директор КП «Вовчанські теплові мережі»                                      | села Юрченкове, Шевченкове, Котівка, Бережне, Пільна, Українське | ОПЗЖ                           |
| 20    | Куцак І. В.        | підприємець                                                                  | села Іванівка, Захарівка, Благодатне, Василівка | Акцент                         |
| 21    | н/д                | н/д                                                                          | села Вовчанські Хутори, Зибине, Покаляне, Тихе | н/д                            |
| 22    | Бройко Г. М.       | начальник КП «Вільчанський комбінат комунальних підприємств»                 | селище Вільча | ОПЗЖ                           |
| 23    | н/д                | н/д                                                                          | м. Вовчанськ: вул. Богдана Хмельницького, вул. Ветеринарна, вул. Вишнева, вул. Господарська, пров. Господарський, вул. Гурканівська, вул. Дорошенко, пров. Дорошенко, вул. Завгородня, пров. Завгородній, вул. Лугова, вул. Польова (парна сторона), вул. Сковороди, вул. Станична, вул. Тіниста, вул. Чкалова, пров.Ломоносова, вул. Чапліївська | н/д                            |
| 24    | н/д                | н/д                                                                          | с. Юрченкове, с. Шевченкове, с. Котівка, с. Бережне, с. Пільна, с. Українське | н/д                            |
| 25    | Апанасенко Б. М.   | голова ГО «Союз Чорнобиль»                                                   | м. Вовчанськ: вул. Верхня, 1-13, 14-133; вул. Івана Франка, вул. Молодіжна, вул. Прилужна, вул. Пролетарська, вул. Селянська; вул. Соборна, 95-101, 103, 105-107, 109-111, 113, 115, 117-180; вул. Фонтанна, вул. Харківська, вул. Широка, пров. Нижній, пров. Селянський | ОПЗЖ                           |